# Попов, Иннокентий Евгеньевич
Иннокентий Евгеньевич Попов (20 августа 1923 года, Казань — 21 июля 1990 года, Москва) — советский музыковед и музыкальный критик. Заслуженный деятель искусств РСФСР (1981). Кандидат философских наук (1972).

## Биография
В 1947 году окончил теоретико-композиторский факультет Московской государственной консерватории имени П. И. Чайковского, обучался у В. А. Цукермана.
В 1952 году окончил аспирантуру по специальности история музыки.
В 1961—1972 годах — заместитель главного редактора газеты «Советская культура».
В 1972 году получил учёную степень кандидата философских наук.
В 1974—1990 годах — главный редактор журнала «Музыкальная жизнь».

## Педагогическая деятельность
В 1985—1986 годах — заведующий кафедрой советской музыки и музыкальной критики в Московской государственной консерватории имени П. И. Чайковского (позднее — кафедра истории современной отечественной музыкальной культуры).

## Научные труды, публикации
Автор многих статей, посвящённых музыкальному искусству. Публиковался в газетах, журналах, научных сборниках.

### Книги И. Е. Попова
- Великая Отечественная война в советской музыке. — М.: Знание, 1970, 47 с.
- Некоторые черты социалистического реализма в советской музыке. — М.: Музыка, 1971, 199 с.
- Ирина Архипова. Творческий портрет. — М.: Музыка, 1981, 32 с.